# Бузинароло, Франческа
Франческа Бузинароло (итал. Francesca Businarolo, родилась 11 июля 1983 года в Эсте) — итальянский политик, депутат Палаты депутатов Италии от Движения пяти звёзд.

## Биография

### Ранние годы
Уроженка Эсте (провинция Падуя). Окончила школу G.B.Ferrari в Эсте, долгое время проживала в Пескантине. Окончила университет Феррара по специальности «административное право», работала в юридических компаниях, которые специализировались на делах по банкротству.

### Политическая деятельность
Бузинароло стала членом партии «Движение пяти звёзд» 9 сентября 2009 года, начав заниматься агитацией в провинциях Верона и Падуя. В 2011 году она участвовала в продвижении референдума об общественном водоснабжении. В Вероне состояла в различных комитетах по защите окружающей среды. По итогам парламентских выборов избрана в Палату депутатов 5 марта 2013 года от VII избирательного округа Венето 1. С 12 мая по 5 августа 2015 года была председателем фракции Движения пяти звёзд в Палате депутатов. С 7 мая 2013 года заседает во II комиссии (по юстиции) при Палате депутатов.